# Соборна вулиця (Кременчук)
Собо́рна вулиця — головна вулиця Кременчука. Протяжність близько 1400 метрів. До 18 лютого 2016 року мала ім'я Леніна.

## Розташування
Вулиця розташована в центральній частині міста. Починається з площі Перемоги і прямує на північний схід до палацу культури «Кредмаш».
Проходить крізь такі вулиці (з початку вулиці до кінця):
- Академіка Маслова
- Миколи Залудяка
- 29 Вересня / Бульвар Українського Відродження
- Лейтенанта Покладова
- Небесної Сотні
- Шевченка
- Левка Лук'яненка

## Опис
По вулиці міський транспорт не їздить, лише приватний. Планується зробити частину вулиці, а саме від вул. Перемоги й до вул. Небесної Сотні, пішохідною.

## Історія
Знаменною подією в історії головної вулиці міста став приїзд Катерини ІІ. До цього готувалися більше року: вимощували бруківкою, перекривали солом'яні стріхи.
1899 року головною вулицею міста загуркотів один із перших електричних трамваїв, які були новинкою навіть в Європі. У місті діяло 3 гілки, вартість проїзду становила 5 коп. за 1 годину.

## Будівлі та об'єкти
На вулиці розташовуються магазини, торговельно-розважальний комплекс «Європа», центральна дитяча бібліотека ім. І. Ф. Торубари, районна державна адміністрація, площа Незалежності, міський будинок торгівлі, центральна міська бібліотека ім. Максима Горького, торговий центр «Мега», Галактика, представництва операторів мобільного зв'язку (МТС , Utel, PEOPLEnet, life:), Київстар).